# Therese Johaug
Therese Johaug (* 25. Juni 1988 in Røros) ist eine ehemalige norwegische Skilangläuferin. Sie gewann 14 Weltmeistertitel und ist vierfache Olympiasiegerin. Durch den Gewinn der Bronzemedaille bei den Nordischen Skiweltmeisterschaften 2007 wurde sie zur jüngsten WM-Medaillengewinnerin im Langlauf. Bei den Olympischen Winterspielen 2010 in Vancouver konnte sie die Goldmedaille mit der Staffel gewinnen. Bei den Nordischen Skiweltmeisterschaften 2011 in Oslo wiederholte sie den Erfolg mit der Staffel und gewann zudem ihr erstes Einzelgold. Bei den Weltmeisterschaften 2013 im Val di Fiemme gewann sie die Goldmedaille über 10 Kilometer Freistil vor Marit Bjørgen; 2015 wurde sie in Falun Weltmeisterin im Skiathlon und im 30-km-Rennen im klassischen Stil sowie erneut mit der Staffel. In der Saison 2013/14 gewann sie den Gesamtweltcup. Dies gelang ihr erneut in der Saison 2015/16. 2019/20 konnte sie den Gesamtweltcup zum dritten Mal gewinnen. Bei den Olympischen Winterspielen 2022 in Peking gewann sie im Skiathlon, im 10-km-Rennen im klassischen Stil und im 30-km-Rennen im Freistil jeweils die Goldmedaille. Durch ihre Erfolge ist sie eine der erfolgreichsten Skilangläuferinnen der Geschichte.

Nach einer positiven Dopingkontrolle auf das Steroid Clostebol wurde Johaug beginnend mit Oktober 2016 für 18 Monate gesperrt.

## Karriere
Johaug startet seit Ende November 2005 bei internationalen Rennen. Dabei konnte sie zunächst bei FIS-Rennen und ab 2006 auch im Scandinavian Cup bei fast allen Rennen, in denen sie antrat, vordere Ränge belegen. Zwei der FIS-Rennen und ein Rennen des Skandinaviencups gewann sie. Im Januar 2007 trat sie erstmals bei den Norwegischen Meisterschaften, die im Grova Skisenter in Meråker stattfanden, an.
Nachdem sie bereits über 10 km im Freistil den fünften Platz belegt hatte, gewann sie am 20. Januar 2007 hinter Marit Bjørgen und Kristin Størmer Steira Bronze in der Doppelverfolgung. Obwohl die damals 18-Jährige als noch zu jung für den Weltcup galt, wurde sie eine Woche später versuchsweise beim Weltcup in Otepää eingesetzt. Bei ihrem Debütrennen über 10 km in der klassischen Technik konnte sie auf Anhieb den achten Platz belegen. Bei zwei weiteren Weltcups Anfang Februar in Davos verpasste sie zwar knapp die Punkteränge, wurde aber dennoch in das norwegische Team für die Nordischen Skiweltmeisterschaften 2007 in Sapporo berufen.
Entgegen den Vermutungen der Presse wurde sie dort jedoch nicht in der Staffel, sondern im Massenstartrennen über 30 km in der klassischen Technik eingesetzt. Bei diesem Rennen, ihrem ersten über die lange Distanz auf internationaler Ebene, konnte sie hinter Virpi Kuitunen und Steira die Bronzemedaille gewinnen. Durch diesen Erfolg wurde sie zur jüngsten Medaillengewinnerin im Skilanglauf bei Nordischen Skiweltmeisterschaften. Bei den anschließenden Juniorenweltmeisterschaften in Tarvisio gewann sie Bronze in der Verfolgung und wurde Vierte über 5 km. Zum Ende der Saison erreichte Johaug in Falun als Dritte in der Doppelverfolgung erstmals einen Podestplatz im Weltcup und gewann die Norwegische Meisterschaft über 30 km in Nybygda. Im April 2007 gewann sie erstmals den Skarverennet über 38 km Freistil von Finse nach Ustaoset.
Zu Beginn des Winters 2007/08 konnte sich Johaug bei Vorsaisonrennen in Beitostølen für das norwegische Weltcup-Team 2007/08 empfehlen und eine Woche später an gleicher Stelle mit der Staffel ihren ersten Weltcupsieg feiern. Zwei Wochen danach gewann sie in Davos ein weiteres Rennen mit der Staffel. Bei den Einzelrennen im ersten Abschnitt der Saison belegte sie Plätze im vorderen Teil des Feldes. Zum Jahreswechsel nahm sie an der Tour de Ski teil. Bei der fünften Etappe in Nové Město konnte sie dabei den dritten Platz holen, in der Tour-Gesamtwertung wurde sie Vierzehnte.
An den im Anschluss an die Tour stattfindenden Weltcups im Kanadischen Canmore nahm Johaug nicht teil, bei den folgenden norwegischen Meisterschaften in Trondheim verpasste sie die Podestplätze knapp. Nach weiteren Weltcupstarts, bei denen sie mit dem dritten Platz in Ötepää eine weitere Podestplatzierung erzielte, nahm sie an den Juniorenweltmeisterschaften im italienischen Mals teil. Hier konnte sie, obwohl sie krank angereist war, bei allen drei Rennen, in denen sie startete, die Goldmedaille gewinnen (5 km klassisch, 10 km Freistil sowie die Staffel gemeinsam mit Celine Brun-Lie, Ingvild Flugstad Østberg und Marthe Kristoffersen). Nach den Juniorenweltmeisterschaften erreichte sie Anfang März beim 30-km-Rennen am Holmenkollen noch den vierten Platz, beim Weltcup-Finale 2007/08 in Bormio schaffte sie aber nur Plätze im Mittelfeld. Im April 2008 siegte sie wie im Vorjahr beim Skarverennet.
Im Sommer 2008 beendete sie ihre Ausbildung an einer weiterführenden Schule in Tynset und begann ein Studium an der Universität Trondheim. Da sie dort keine Verbindung mehr zum Sportverein Tynset IF hatte, für den sie bis dahin gestartet war, wechselte sie den Verein und startete fortan für den Verein Nansen IL aus ihrem Heimatdorf Dalsbygda in der Gemeinde Os.
In den Fokus der norwegischen Medien gelangte Johaug Anfang November 2008, als zunächst auf der Internetplattform YouTube ein Video eingestellt wurde, das kurz darauf auf die Internetseite der Onlinezeitung Nettavisen und auf die Seiten der Boulevardzeitungen VG und Dagbladet übertragen wurde. Das von Astrid Jacobsen während eines Trainingslagers im Schnalstal aufgenommene Video zeigt Kristin Størmer Steira, Ingri Aunet Tyldum und Johaug in Gymnastikkleidung und Sportunterwäsche zum Lied Skiippagurra Babylon, einem Rivers-of-Babylon-Cover der Gruppe Banana Airlines, in den Wäldern tanzen. Die Idee das Video zu drehen hatte Johaug.
Zu Beginn des Videos erklären die Sportlerinnen, dass sie russische Prostituierte darstellen, die sich auf dem Weg zum Skiippagurra-Festival in Skiippagurra in Tana befinden. Dies brachte dem Video in den Medien den Namen Horevideo (Hurenvideo) ein.
Das von den Sportlerinnen als Spaß gedachte Video wurde in den folgenden Tagen durch die Veranstalter des Festivals und durch eine Frauenorganisation kritisiert und als stigmatisierend bezeichnet, worauf sich in den Medien eine Debatte über das Video entlud.
Bei den Saisoneröffnungsrennen der norwegischen Mannschaft in Beitostølen, die nur wenige Tage nach dem Video-Skandal stattfanden, präsentierte sich Johaug in einer guten Form und konnte bei beiden Rennen einen Podestplatz erzielen. Bei den Weltcuprennen im November und Dezember 2008 konnte sie stets auf vordere Plätze belegen und ein Rennen mit der Staffel gewinnen. Nachdem sie mit Ergebnissen im vorderen Mittelfeld in die Tour de Ski gestartet war, konnte sie sich zu deren Ende steigern und die abschließende Bergetappe zur Alpe Cermis gewinnen, was ihr den sechsten Platz in der Tourwertung einbrachte. Bei den sich anschließenden Norwegischen Meisterschaften in Gjøvik konnte sie die Silbermedaille in der Doppelverfolgung gewinnen. Bei den Weltcups Ende Januar in Otepää und Valdidentro belegte sie den fünften und den 17. Platz.
Danach nahm sie an den Nordischen Skiweltmeisterschaften 2009 in Liberec teil, wo sie mit zwei vierten Plätzen ohne Medaille blieb. Bei den folgenden Weltcuprennen in Lahti und Trondheim belegte sie bei den Distanzrennen Platzierungen unter den besten Zehn, verpasste jedoch im Sprint die Qualifikation. Beim Weltcup-Finale 2009 konnte sie sich für den Sprint in Stockholm zwar qualifizieren, wurde jedoch Letzte im Wertungsrennen.
Nach einem 15. Platz im Prolog konnte sie bei beiden Distanzrennen in Falun den zweiten Platz belegen und somit auch Zweite in der Gesamtwertung des Finales werden. Im Gesamtweltcup erreichte sie als Achte ihr bislang bestes Ergebnis. Bei der nach Saisonende in Røros stattfindenden norwegischen Meisterschaft über 30 km gewann sie eine weitere Goldmedaille. Im April 2009 siegte sie erneut beim Skarverennet.
Im Sommer 2009 startete Johaug auch bei einem Rennen des Rollski-Weltcups in Kristiansund, landete jedoch abgeschlagen auf dem letzten Platz. Im ersten Abschnitt des Weltcupwinters 2009/10 konnte Johaug konstant die Punkteränge erreichen. Zum Jahreswechsel nahm sie auch an der Tour de Ski 2009/10 teil, brach die Tour aber ab der siebten Etappe ab. Während der folgenden Wochen bereitete sie sich auf die Olympischen Winterspiele 2010 in Vancouver vor und nahm an keinen Weltcuprennen mehr teil.

### Olympische Winterspiele 2010
Bei Olympia belegte sie zunächst in der Doppelverfolgung den sechsten Platz.
Am 25. Februar 2010 konnte sie schließlich gemeinsam mit Vibeke Skofterud, Kristin Størmer Steira und Marit Bjørgen die Goldmedaille in der 4 × 5-km-Staffel gewinnen. Zum Abschluss der Spiele wurde sie im 30-km-Klassikrennen Siebte. Zum Saisonende konnte sie bei zwei Weltcuprennen in Lahti und Oslo den dritten Platz belegen und beim Staffelrennen in Lahti einen weiteren Sieg feiern. In der Folge nahm sie auch an einigen Sprint- und Kurzstreckenrennen teil, bei denen sie als Distanzspezialistin aber nur mittelmäßige Ergebnisse erzielte. Bei den Distanzrennen des Weltcup-Finales in Falun schaffte sie jedoch konstant den Sprung unter die besten Zehn. Zum Saisonende gewann sie noch die Silbermedaille bei der Norwegischen Meisterschaft in Tolga über 30 km klassisch. Im April 2010 gewann sie zum vierten Mal in Folge beim Skarverennet über 38 km Freistil.
Die Tour de Ski 2010/11 beendete Johaug auf Platz zwei der Gesamtwertung, wobei sie erneut die abschließende Bergetappe gewann. Bei den Nordischen Skiweltmeisterschaften 2011 in Oslo erreichte sie Bronze im Verfolgungsrennen und Gold im Massenstartrennen über 30 km in der freien Technik. Sie war damit die einzige Starterin, der es bei diesen Welttitelkämpfen gelang, Marit Bjørgen zu besiegen. Zudem war sie Mitglied der siegreichen norwegischen 4 × 5-km-Staffel. Eine Woche nach dem Gewinn ihres ersten Weltmeistertitels in einem Einzelrennen gelang ihr durch den ersten Platz in der zehn Kilometer Doppelverfolgung in Lahti auch der erste Einzelsieg in einem Weltcuprennen. Beim Weltcup-Finale belegte sie nach Platz 31 bei der Sprintetappe drei dritte Plätze und erreichte damit ebenfalls den dritten Rang in der Gesamtwertung. Im Gesamtweltcup kam sie auf den vierten Platz und im Distanzweltcup auf den dritten Rang. Im April 2011 siegte sie erneut beim Skarverennet.
Zu Beginn der Saison 2011/12 konnte Johaug eine Etappe des Nordic Openings gewinnen und wurde in der Gesamtwertung Zweite. In Davos stand sie im 15-km-Freistilrennen als Dritte erstmals in der Saison auf dem Podest. Auch im Massenstart im slowenischen Rogla, der folgenden Weltcupstation, kam sie als Zweite aufs Podium. Johaug erreichte bei der Tour de Ski 2011/12 den dritten Platz in der Gesamtwertung. Sie stand bei vier Etappen auf dem Podest, unter anderem war sie wiederum die Schnellste auf der abschließenden Bergverfolgung. In Otepää war sie als Dritte erneut auf dem Podest, bevor sie im russischen Rybinsk und in Lahti mit der Doppelverfolgung ihr zweites und drittes Weltcuprennen gewann. Im Gesamtweltcup der Saison belegte Johaug mit dem dritten Rang erstmals einen Podestplatz in der Gesamtwertung. Im April 2012 siegte sie zum sechsten Mal in Folge beim Skarverennet über 38 km Freistil.
Die Saison 2012/13 war für Therese Johaug die bis dahin erfolgreichste. In der Saisonwertung des Weltcups 2012/13 belegte sie erstmals im Gesamt- und im Distanzweltcup jeweils den zweiten Platz. Dabei erreichte sie auch in der Tour de Ski 2012/13 den zweiten Platz der Gesamtwertung und war erneut Schnellste bei der abschließenden Bergetappe. Bei den Nordischen Skiweltmeisterschaften 2013 im italienischen Val di Fiemme gelang ihr, neben dem erneuten Titelgewinn mit der norwegischen Staffel, der Gewinn je einer Gold-, Silber- und Bronzemedaille in den Einzeldistanzrennen. Damit konnte Johaug in allen Wettbewerben, die sie bei diesen Weltmeisterschaften bestritt, jeweils eine Medaille gewinnen. Beim Skarverennet kam sie auf den dritten Platz.
Im Skilanglauf-Weltcup 2013/14 gelang Johaug erstmals der Sieg in der Gesamtwertung. Auch die Wertung des Distanzweltcups konnte sie zum ersten Mal für sich entscheiden. Die Grundlage für diese Erfolge schaffte sie vor allem mit ihrem Gewinn der Tour de Ski 2013/14, dem ersten Gesamterfolg einer norwegischen Läuferin bei diesem Etappenrennen. Sie gewann dabei auch zwei Einzeletappen, darunter erneut – zum insgesamt fünften Mal und zum vierten Mal in Folge – die abschließende Bergetappe. Ebenso gewann sie die Gesamtwertung des Weltcup-Finales, wodurch sie ihren Gesamtweltcupsieg vor Marit Bjørgen sicherte.

### Olympische Winterspiele 2014
Beim Höhepunkt der Saison, den Olympischen Winterspielen 2014 in Sotschi, blieb Johaug ohne Sieg, konnte aber mit Silber über 30 km in der freien Technik und Bronze über 10 km klassisch ihre ersten beiden olympischen Einzelmedaillen gewinnen. Zum Saisonende gewann sie beim Skarverennet.
In der Weltcupsaison 2014/15 belegte Therese Johaug im Gesamt- und im Distanzweltcup jeweils den zweiten Platz hinter der diesmal wieder dominierenden Marit Bjørgen, ebenso in der Gesamtwertung der Tour de Ski, bei der sie die beiden letzten Etappen – darunter ein weiteres Mal die Bergetappe – gewinnen konnte. Bei den Nordischen Skiweltmeisterschaften 2015 in Falun war Johaug mit drei Goldmedaillen bei vier Starts – sie wurde Weltmeisterin im Skiathlon, über 30 km in der klassischen Technik sowie mit der norwegischen Staffel – die erfolgreichste Langläuferin. Im März 2015 siegte sie beim Birkebeinerrennet. Im folgenden Monat siegte sie zum achten Mal beim Skarverennet.
Im Skilanglauf-Weltcup 2015/16 holte sie einschließlich Weltcupetappen 16 Siege, davon 14 Einzelsiege, und belegte viermal den zweiten und einmal den dritten Rang. Ebenso gewann sie das Nordic Opening, die Tour de Ski 2016, bei der sie mit der erneut schnellsten Zeit auf der abschließenden Bergetappe die bis dahin führende Ingvild Flugstad Østberg noch überholte, und die erstmals ausgetragene Ski Tour Canada.
Damit gewann sie alle Mehretappenwettbewerbe der Weltcupsaison und zum zweiten Mal den Gesamt- und den Distanzweltcup. Bei den norwegischen Meisterschaften 2016 in Beitostølen siegte sie jeweils über 5 km Freistil und 30 km Freistil. Im April 2016 gewann sie zum neunten Mal das Skarverennet.

### Dopingsperre 2016–2018

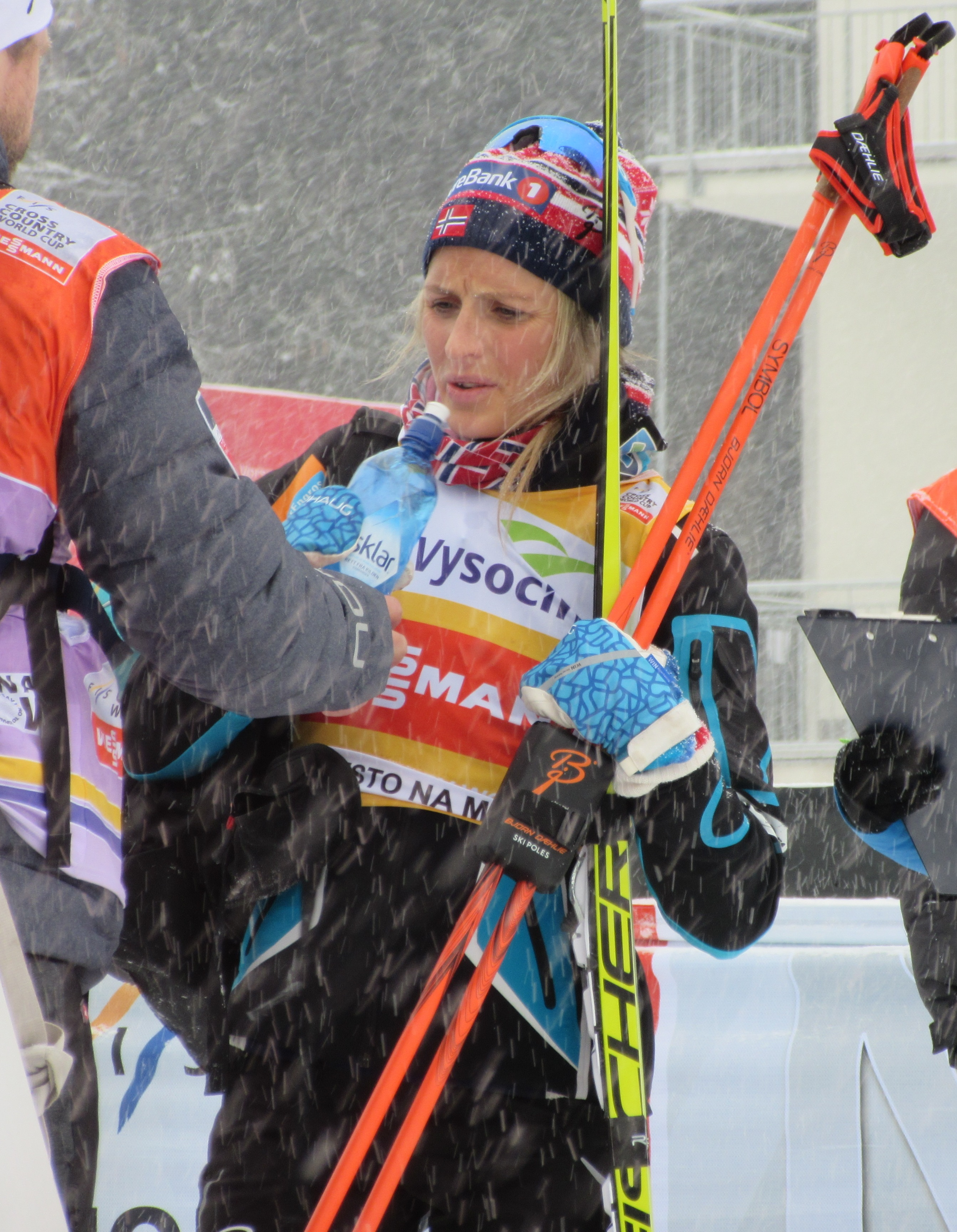
Therese Johaug (2016)

Am 13. Oktober 2016 wurde bekannt, dass ein bei Johaug am 16. September 2016 durchgeführter Dopingtest ein positives Resultat bezüglich des androgenen Steroids Clostebol ergeben hat. Nach Angaben des norwegischen Skiverbands soll dies auf die Behandlung eines Sonnenbrands auf ihrer Lippe mit der Creme Trofodermin während eines Trainingslagers in Livigno zurückzuführen sein. Johaug habe diese Creme von dem Mannschaftsarzt Fredrik S. Bendiksen erhalten, der sie in einer örtlichen Apotheke gekauft habe.
Der Arzt übernahm die Verantwortung und erklärte, ihm sei nicht bekannt gewesen, dass die Creme Clostebol enthalte, obwohl das Präparat mit einem Doping-Warnhinweis versehen war.
Johaugs Anwalt zufolge hat die Athletin den Warnhinweis auf der Verpackung übersehen.
Am 19. Oktober 2016 wurde Johaug von der norwegischen Anti-Doping-Agentur vorläufig für zwei Monate suspendiert.
Im Februar 2017 wurde sie vom Schiedsgericht des norwegischen Sportbundes für 13 Monate gesperrt.
Die Sperre galt rückwirkend ab dem 18. Oktober 2016.
Im August 2017 wurde die Sperre vom Internationalen Sportgerichtshof auf 18 Monate verlängert und verhinderte so ihre Teilnahme an den Olympischen Winterspielen 2018. Seit dem 18. April 2018 ist Johaug wieder startberechtigt.

### Comeback und vorläufiges Karriereende
Nach Ablauf ihrer Sperre startete sie zu Beginn der Saison 2018/19 in Ruka wieder im Weltcup und gewann dort das Rennen über 10 km klassisch. Auch die nachfolgende Lillehammer Tour gewann sie mit zwei Siegen. Im weiteren Saisonverlauf holte sie sechs Siege im Weltcupeinzel und zwei Weltcupsiege mit der Staffel. Ende Januar 2019 wurde sie in Meråker norwegische Meisterin über 10 km klassisch und im Skiathlon. Bei den Weltmeisterschaften im österreichischen Seefeld in Tirol setzte sie sich im Februar 2019 im Skiathlon in 36:54,5 min mit 57,6 Sekunden Vorsprung gegen ihre Landsfrau Ingvild Flugstad Østberg durch. Auch im 30-km-Massenstartrennen und über die 10-km-Strecke im klassischen Stil wurde sie Weltmeisterin, diesmal vor der Schwedin Frida Karlsson und erneut Ingvild Flugstad Østberg, die diesmal Dritte wurde.
Mit der Staffel holte sie dort die Silbermedaille. Beim Weltcupfinale in Québec lief sie mit dem zweiten Platz im 10-km-Massenstartrennen und dem ersten Rang in der Verfolgung, auf den zweiten Platz und erreichte abschließend den dritten Platz im Gesamtweltcup und den ersten Rang im Distanzweltcup. Ende März 2019 errang sie bei den norwegischen Meisterschaften in Lygna über 5 km Freistil und über 30 km klassisch jeweils den ersten Platz. In der Saison 2019/20 holte sie 20 Weltcupsiege im Einzel. Dabei gewann sie das Ruka Triple, die Tour de Ski 2019/20 und die Skitour 2020 und holte zudem zwei Siege mit der Staffel und errang zweimal den zweiten Platz. Sie gewann damit zum dritten Mal den Gesamtweltcup und zum vierten Mal den Distanzweltcup. Bei den norwegischen Meisterschaften 2020 in Konnerud triumphierte sie über 10 km und 15 km. In der Saison 2020/21 holte sie bei sieben Teilnahmen vier Weltcupsiege und errang damit den neunten Platz im Gesamtweltcup und den fünften Platz im Distanzweltcup. Zudem siegte sie in Lahti mit der Staffel und bei den norwegischen Meisterschaften in Trondheim über 5 km klassisch und im Skiathlon. Beim Saisonhöhepunkt, den Nordischen Skiweltmeisterschaften 2021 in Oberstdorf, wurde sie jeweils Weltmeisterin über 10 km Freistil, im Skiathlon, im 30-km-Massenstartrennen und mit der Staffel.
In der Saison 2021/22 holte sie fünf Weltcupsiege, wurde im Gesamtweltcup Fünfte und gewann zum sechsten Mal den Distanzweltcup. Bei den Olympischen Winterspielen 2022 in Peking gewann Johaug drei Goldmedaillen über 10 km klassisch, im Skiathlon und über 30 km Freistil, damit waren es ihre erfolgreichsten Spiele. In Falun bestritt sie am 13. März 2022 ihr vorläufig letztes Weltcuprennen, in der Mixed-Staffel wurde sie Dritte. Im Weltcup konnte sie bis dahin 100 Siege aufweisen. Ende März 2022 gewann sie über 10 km klassisch und 30 km Freistil ihren 17. und 18. norwegischen Meistertitel.
Am 4. August 2019 gewann sie mit Meisterschaftsrekord den 10.000-Meter-Lauf bei den norwegischen Leichtathletik-Meisterschaften nach 32:20,86 min. Damit erfüllte sich auch die Qualifikationsnorm für die Leichtathletik-Europameisterschaften 2020 in Paris, die aber schließlich wegen der Covid-19-Pandemie abgesagt wurden. Am 11. Juni 2020 startete Johaug bei den wegen der Covid-19-Pandemie als „Impossible Games“ ausgetragenen Bislett Games im Programm der Diamond League beim 10.000-Meter-Lauf und steigerte ihre persönliche Bestleistung auf 31:40,67 Minuten.
Im Dezember 2020 wurde bekannt, dass Johaug mit der wichtigsten Auszeichnung für Sportler in Norwegen, dem Egebergs Ærespris, ausgezeichnet wurde. Aufgrund ihrer Dopingsperre war diese Entscheidung umstritten. Im Januar 2023 wurde sie als „Sportlerin des Jahres“ bei der Sportgala Idrettsgallaen ausgezeichnet.

### Erneutes Comeback
Im März 2024 wurde bekannt, dass Johaug ein erneutes Comeback bei den nationalen norwegischen Meisterschaften plant. Bei diesen gewann sie den 30-km-Lauf mit fast drei Minuten Abstand auf die Zweitplatzierte. Zuvor siegte sie beim Engadin Frauenlauf über 17 km. Am 7. August 2024 gab sie zum kommenden Winter offiziell ein Comeback bekannt. Der Hauptgrund hierfür sei der 50-km-Lauf bei den Heim-Weltmeisterschaften in Trondheim 2025. In der Weltcup-Saison 2024/25 gewann sie sieben Weltcuprennen inklusive der Tour de Ski. Dazu wurde sie dreimal Zweite und einmal Dritte. Bei den Weltmeisterschaften in Trondheim gewann Johaug drei Silber- und eine Bronzemedaille und war hierbei immer sehr knapp hinter der Siegerin platziert.
Am 26. Mai 2025 gab Johaug ihr Karriereende bekannt.

## Privates
Ihre Cousine ist die Nordische Kombiniererin Gyda Westvold Hansen.
Am 17. Mai 2023, dem Nationalfeiertag Norwegens, brachte Johaug ein Mädchen zur Welt. Sie trägt den Namen Kristin Hoff Johaug.
Am 31. Dezember 2023 heiratete sie den ehemaligen norwegischen Ruderer Nils Jakob Hoff.

## Erfolge

### Medaillen bei Olympischen Winterspielen
- 2010 in Vancouver: Gold mit der Staffel
- 2014 in Sotschi: Silber über 30 km Freistil, Bronze über 10 km klassisch
- 2022 in Peking: Gold im Skiathlon, Gold über 10 km klassisch, Gold über 30 km Freistil

### Medaillen bei Weltmeisterschaften
- 2007 in Sapporo: Bronze über 30 km klassisch
- 2011 in Oslo: Gold über 30 km Freistil, Gold mit der Staffel, Bronze im Skiathlon
- 2013 im Val di Fiemme: Gold über 10 km Freistil, Gold mit der Staffel, Silber im Skiathlon, Bronze über 30 km klassisch
- 2015 in Falun: Gold im Skiathlon, Gold über 30 km klassisch, Gold mit der Staffel
- 2019 in Seefeld: Gold im Skiathlon, Gold über 10 km klassisch, Gold über 30 km Freistil, Silber mit der Staffel
- 2021 in Oberstdorf: Gold im Skiathlon, Gold über 10 km Freistil, Gold über 30 km klassisch, Gold mit der Staffel
- 2025 in Trondheim: Silber im Skiathlon, Silber über 10 km klassisch, Silber mit der Staffel, Bronze über 50 km Freistil

### Siege bei Weltcuprennen

#### Weltcupsiege im Einzel
| Nr. | Datum             | Ort             | Disziplin                       |
| --- | ----------------- | --------------- | ------------------------------- |
| 1.  | 12. März 2011     | Lahti           | 10 km Skiathlon                 |
| 2.  | 5. Februar 2012   | Rybinsk         | 15 km Skiathlon                 |
| 3.  | 3. März 2012      | Lahti           | 15 km Skiathlon                 |
| 4.  | 17. Februar 2013  | Davos           | 10 km Freistil Individualstart  |
| 5.  | 17. März 2013     | Oslo            | 30 km Freistil Massenstart      |
| 6.  | 5. Januar 2014    | Tour de Ski     | Gesamtwertung                   |
| 7.  | 16. März 2014     | Falun           | Gesamtwertung Weltcup-Finale    |
| 8.  | 30. November 2014 | Ruka            | 10 km klassisch Individualstart |
| 9.  | 13. Dezember 2014 | Davos           | 10 km klassisch Individualstart |
| 10. | 29. November 2015 | Ruka            | Gesamtwertung Nordic Opening    |
| 11. | 5. Dezember 2015  | Lillehammer     | 15 km Skiathlon                 |
| 12. | 12. Dezember 2015 | Davos           | 15 km Freistil Individualstart  |
| 13. | 20. Dezember 2015 | Toblach         | 10 km klassisch Individualstart |
| 14. | 10. Januar 2016   | Tour de Ski     | Gesamtwertung                   |
| 15. | 23. Januar 2016   | Nové Město      | 10 km Freistil Individualstart  |
| 16. | 7. Februar 2016   | Oslo            | 30 km klassisch Massenstart     |
| 17. | 13. Februar 2016  | Falun           | 5 km klassisch Individualstart  |
| 18. | 14. Februar 2016  | Falun           | 10 km Freistil Massenstart      |
| 19. | 21. Februar 2016  | Lahti           | 15 km Skiathlon                 |
| 20. | 12. März 2016     | Ski Tour Canada | Gesamtwertung                   |
| 21. | 25. November 2018 | Ruka            | 10 km klassisch Individualstart |
| 22. | 2. Dezember 2018  | Lillehammer     | Gesamtwertung Nordic Opening    |
| 23. | 8. Dezember 2018  | Beitostølen     | 15 km Freistil Individualstart  |
| 24. | 16. Dezember 2018 | Davos           | 10 km Freistil Individualstart  |
| 25. | 20. Januar 2019   | Otepää          | 10 km klassisch Individualstart |
| 26. | 26. Januar 2019   | Ulricehamn      | 10 km Freistil Individualstart  |
| 27. | 10. März 2019     | Oslo            | 30 km Freistil Massenstart      |
| 28. | 17. März 2019     | Falun           | 10 km Freistil Individualstart  |
| 29. | 1. Dezember 2019  | Ruka            | Gesamtwertung Nordic Opening    |
| 30. | 7. Dezember 2019  | Lillehammer     | 15 km Skiathlon                 |
| 31. | 15. Dezember 2019 | Davos           | 10 km Freistil Individualstart  |
| 32. | 5. Januar 2020    | Tour de Ski     | Gesamtwertung                   |
| 33. | 18. Januar 2020   | Nové Město      | 10 km Freistil Individualstart  |
| 34. | 19. Januar 2020   | Nové Město      | 10 km Verfolgung klassisch 1    |
| 35. | 25. Januar 2020   | Oberstdorf      | 15 km Skiathlon                 |
| 36. | 9. Februar 2020   | Falun           | 10 km Freistil Massenstart      |
| 37. | 23. Februar 2020  | Ski Tour 2020   | Gesamtwertung                   |
| 38. | 29. Februar 2020  | Lahti           | 10 km klassisch Individualstart |
| 39. | 29. November 2020 | Ruka            | Gesamtwertung Nordic Opening    |
| 40. | 23. Januar 2021   | Lahti           | 15 km Skiathlon                 |
| 41. | 28. November 2021 | Ruka            | 10 km Verfolgung Freistil 1     |
| 42. | 12. Dezember 2021 | Davos           | 10 km Freistil Individualstart  |
| 43. | 27. Februar 2022  | Lahti           | 10 km klassisch Individualstart |
| 44. | 5. März 2022      | Oslo            | 30 km klassisch Massenstart     |
| 45. | 12. März 2022     | Falun           | 10 km Freistil Individualstart  |
| 46. | 6. Dezember 2024  | Lillehammer     | 10 km Freistil Individualstart  |
| 47. | 8. Dezember 2024  | Lillehammer     | 20 km Skiathlon                 |
| 48. | 5. Januar 2025    | Tour de Ski     | Gesamtwertung                   |
| 49. | 15. März 2025     | Oslo            | 20 km klassisch Individualstart |
| 50. | 23. März 2025     | Lahti           | 50 km klassisch Massenstart     |

#### Etappensiege bei Weltcuprennen
| Nr. | Datum             | Ort           | Disziplin                       | Rennen               |
| --- | ----------------- | ------------- | ------------------------------- | -------------------- |
| 1.  | 4. Januar 2009    | Val di Fiemme | 9 km Bergverfolgung Freistil 2  | Tour de Ski 2008/09  |
| 2.  | 28. November 2010 | Kuusamo       | 10 km Verfolgung Freistil 2     | Nordic Opening 2010  |
| 3.  | 9. Januar 2011    | Val di Fiemme | 9 km Bergverfolgung Freistil 2  | Tour de Ski 2010/11  |
| 4.  | 27. November 2011 | Kuusamo       | 10 km Verfolgung klassisch 2    | Nordic Opening 2011  |
| 5.  | 8. Januar 2012    | Val di Fiemme | 9 km Bergverfolgung Freistil 2  | Tour de Ski 2011/12  |
| 6.  | 18. März 2012     | Falun         | 10 km Verfolgung Freistil 2     | Weltcup-Finale 2012  |
| 7.  | 6. Januar 2013    | Val di Fiemme | 9 km Bergverfolgung Freistil 2  | Tour de Ski 2012/13  |
| 8.  | 24. März 2013     | Falun         | 10 km Verfolgung Freistil 2     | Weltcup-Finale 2013  |
| 9.  | 4. Januar 2014    | Val di Fiemme | 5 km klassisch Individualstart  | Tour de Ski 2013/14  |
| 10. | 5. Januar 2014    | Val di Fiemme | 9 km Bergverfolgung Freistil 2  | Tour de Ski 2013/14  |
| 11. | 15. März 2014     | Falun         | 15 km Skiathlon                 | Weltcup-Finale 2014  |
| 12. | 16. März 2014     | Falun         | 10 km Verfolgung Freistil 2     | Weltcup-Finale 2014  |
| 13. | 6. Dezember 2014  | Lillehammer   | 5 km Freistil Individualstart   | Nordic Opening 2014  |
| 14. | 7. Dezember 2014  | Lillehammer   | 10 km Verfolgung klassisch 2    | Nordic Opening 2014  |
| 15. | 10. Januar 2015   | Val di Fiemme | 10 km klassisch Massenstart     | Tour de Ski 2015     |
| 16. | 11. Januar 2015   | Val di Fiemme | 9 km Bergverfolgung Freistil 2  | Tour de Ski 2015     |
| 17. | 28. November 2015 | Ruka          | 5 km Freistil Individualstart   | Nordic Opening 2015  |
| 18. | 29. November 2015 | Ruka          | 10 km Verfolgung klassisch 2    | Nordic Opening 2015  |
| 19. | 2. Januar 2016    | Lenzerheide   | 15 km klassisch Massenstart     | Tour de Ski 2016     |
| 20. | 6. Januar 2016    | Oberstdorf    | 10 km klassisch Massenstart     | Tour de Ski 2016     |
| 21. | 10. Januar 2016   | Val di Fiemme | 9 km Bergverfolgung Freistil 2  | Tour de Ski 2016     |
| 22. | 2. März 2016      | Montreal      | 10,5 km klassisch Massenstart   | Ski Tour Canada 2016 |
| 23. | 1. Dezember 2018  | Lillehammer   | 10 km Freistil Individualstart  | Nordic Opening 2018  |
| 24. | 2. Dezember 2018  | Lillehammer   | 10 km Verfolgung klassisch 2    | Nordic Opening 2018  |
| 25. | 24. März 2019     | Québec        | 10 km Verfolgung Freistil 2     | Weltcup-Finale 2019  |
| 26. | 30. November 2019 | Ruka          | 10 km klassisch Individualstart | Nordic Opening 2019  |
| 27. | 1. Dezember 2019  | Ruka          | 10 km Verfolgung Freistil 2     | Nordic Opening 2019  |
| 28. | 28. Dezember 2019 | Lenzerheide   | 10 km Freistil Massenstart      | Tour de Ski 2019/20  |
| 29. | 31. Dezember 2019 | Toblach       | 10 km Freistil Individualstart  | Tour de Ski 2019/20  |
| 30. | 5. Januar 2020    | Val di Fiemme | 10 km Freistil Massenstart      | Tour de Ski 2019/20  |
| 31. | 15. Februar 2020  | Östersund     | 10 km Freistil Individualstart  | Ski Tour 2020        |
| 32. | 16. Februar 2020  | Östersund     | 10 km Verfolgung klassisch 1    | Ski Tour 2020        |
| 33. | 18. Februar 2020  | Åre           | 0,6 km Sprint Freistil          | Ski Tour 2020        |
| 34. | 20. Februar 2020  | Meråker       | 34 km Freistil Massenstart      | Ski Tour 2020        |
| 35. | 23. Februar 2020  | Trondheim     | 10 km Verfolgung klassisch 2    | Ski Tour 2020        |
| 36. | 28. November 2020 | Ruka          | 10 km klassisch Individualstart | Nordic Opening 2020  |
| 37. | 29. November 2020 | Ruka          | 10 km Verfolgung Freistil 2     | Nordic Opening 2020  |
| 38. | 4. Januar 2025    | Val di Fiemme | 20 km Skiathlon                 | Tour de Ski 2024/25  |
| 39. | 5. Januar 2025    | Val di Fiemme | 10 km Freistil Massenstart      | Tour de Ski 2024/25  |

#### Weltcupsiege im Team
| Nr. | Datum             | Ort         | Disziplin           |
| --- | ----------------- | ----------- | ------------------- |
| 1.  | 25. November 2007 | Beitostølen | 4 × 5 km Staffel 3  |
| 2.  | 9. Dezember 2007  | Davos       | 4 × 5 km Staffel 4  |
| 3.  | 23. November 2008 | Gällivare   | 4 × 5 km Staffel 5  |
| 4.  | 7. März 2010      | Lahti       | 4 × 5 km Staffel 5  |
| 5.  | 21. November 2010 | Gällivare   | 4 × 5 km Staffel 6  |
| 6.  | 19. Dezember 2010 | La Clusaz   | 4 × 5 km Staffel 6  |
| 7.  | 20. November 2011 | Sjusjøen    | 4 × 5 km Staffel 6  |
| 8.  | 12. Februar 2012  | Nové Město  | 4 × 5 km Staffel 3  |
| 9.  | 25. November 2012 | Gällivare   | 4 × 5 km Staffel 7  |
| 10. | 20. Januar 2013   | La Clusaz   | 4 × 5 km Staffel 8  |
| 11. | 8. Dezember 2013  | Lillehammer | 4 × 5 km Staffel 8  |
| 12. | 6. Dezember 2015  | Lillehammer | 4 × 5 km Staffel 9  |
| 13. | 24. Januar 2016   | Nové Město  | 4 × 5 km Staffel 10 |
| 14. | 9. Dezember 2018  | Beitostølen | 4 × 5 km Staffel 11 |
| 15. | 27. Januar 2019   | Ulricehamn  | 4 × 5 km Staffel 10 |
| 16. | 8. Dezember 2019  | Lillehammer | 4 × 5 km Staffel 12 |
| 17. | 1. März 2020      | Lahti       | 4 × 5 km Staffel 13 |
| 18. | 24. Januar 2021   | Lahti       | 4 × 5 km Staffel 14 |

### Siege bei Ski-Classics-Rennen
| Nr. | Datum         | Ort              | Rennen            | Disziplin                   |
| --- | ------------- | ---------------- | ----------------- | --------------------------- |
| 1.  | 21. März 2015 | Rena–Lillehammer | Birkebeinerrennet | 54 km klassisch Massenstart |

### Siege bei Continental-Cup-Rennen
| Nr. | Datum          | Ort      | Disziplin                   | Serie            |
| --- | -------------- | -------- | --------------------------- | ---------------- |
| 1.  | 5. Januar 2007 | Sjusjøen | 10 km klassisch Massenstart | Scandinavian Cup |

### Sonstige Siege bei Skimarathon-Rennen
- 2007–2012, 2014–2016 Skarverennet, 38 km Freistil

### Siege bei Norwegischen Leichtathletik-Meisterschaften
| Nr. | Datum          | Ort   | Disziplin | Zeit            |
| --- | -------------- | ----- | --------- | --------------- |
| 1.  | 4. August 2019 | Hamar | 10.000 m  | 32:20,86 min CR |

## Auszeichnungen
- 2020 – Egebergs Ærespris[40]

## Statistik

### Teilnahmen an Weltmeisterschaften und Olympischen Winterspielen

#### Olympische Spiele
| Jahr und Ort   | Wettbewerb | Wettbewerb | Wettbewerb | Wettbewerb | Wettbewerb | Wettbewerb |
| Jahr und Ort   | 10 km      | Skiathlon  | 30 km      | Sprint     | Staffel    | Teamsprint |
| -------------- | ---------- | ---------- | ---------- | ---------- | ---------- | ---------- |
| 2010 Vancouver | –          | 6.         | 7.         | –          | 1.         | –          |
| 2014 Sotschi   | 3.         | 4.         | 2.         | –          | 5.         | –          |
| 2022 Peking    | 1.         | 1.         | 1.         | –          | 5.         | –          |

#### Nordische Skiweltmeisterschaften
| Jahr und Ort       | Wettbewerb | Wettbewerb | Wettbewerb    | Wettbewerb | Wettbewerb | Wettbewerb |
| Jahr und Ort       | 10 km      | Skiathlon  | 30 / 50 km 15 | Sprint     | Staffel    | Teamsprint |
| ------------------ | ---------- | ---------- | ------------- | ---------- | ---------- | ---------- |
| 2007 Sapporo       | –          | –          | 3.            | –          | –          | –          |
| 2009 Liberec       | 10.        | 6.         | 4.            | –          | 4.         | –          |
| 2011 Oslo          | 4.         | 3.         | 1.            | –          | 1.         | –          |
| 2013 Val di Fiemme | 1.         | 2.         | 3.            | –          | 1.         | –          |
| 2015 Falun         | 27.        | 1.         | 1.            | –          | 1.         | –          |
| 2019 Seefeld       | 1.         | 1.         | 1.            | –          | 2.         | –          |
| 2021 Oberstdorf    | 1.         | 1.         | 1.            | –          | 1.         | –          |
| 2025 Trondheim     | 2.         | 2.         | 3.            | –          | 2.         | –          |

### Platzierungen im Weltcup

#### Weltcup-Statistik
Die Tabelle zeigt die erreichten Platzierungen im Einzelnen.
- 1.–3. Platz: Anzahl der Podiumsplatzierungen
- Top 10: Anzahl der Platzierungen unter den ersten zehn
- Punkteränge: Anzahl der Platzierungen innerhalb der Punkteränge
- Starts: Anzahl gelaufener Rennen in der jeweiligen Disziplin
- Hinweis: Bei den Distanzrennen erfolgt die Einordnung gemäß FIS.

| Platzierung               | Distanzrennen a | Distanzrennen a | Distanzrennen a | Distanzrennen a | Distanzrennen a | Skiathlon Verfolgung | Sprint | Etappen- rennen b | Gesamt | Team   | Team    |
| Platzierung               | ≤ 5 km          | ≤ 10 km         | ≤ 15 km         | ≤ 30 km         | > 30 km         | Skiathlon Verfolgung | Sprint | Etappen- rennen b | Gesamt | Sprint | Staffel |
| ------------------------- | --------------- | --------------- | --------------- | --------------- | --------------- | -------------------- | ------ | ----------------- | ------ | ------ | ------- |
| 1. Platz                  | 4               | 30              | 3               | 5               | 2               | 33                   | 1      | 11                | 89     |        | 18      |
| 2. Platz                  | 1               | 12              | 1               | 4               |                 | 12                   |        | 8                 | 38     |        | 1       |
| 3. Platz                  | 2               | 12              | 3               | 3               |                 | 10                   |        | 3                 | 33     |        | 3       |
| Top 10                    | 15              | 74              | 8               | 15              | 2               | 63                   | 7      | 27                | 211    |        | 24      |
| Punkteränge               | 26              | 82              | 10              | 15              | 2               | 69                   | 40     | 28                | 272    |        | 24      |
| Starts                    | 27              | 83              | 10              | 15              | 2               | 69                   | 57     | 28                | 291    |        | 24      |
| Stand: Saisonende 2024/25 |                 |                 |                 |                 |                 |                      |        |                   |        |        |         |

#### Weltcup-Gesamtplatzierungen
| Saison  | Gesamt | Gesamt | Distanz | Distanz | Sprint | Sprint |
| Saison  | Punkte | Platz  | Punkte  | Platz   | Punkte | Platz  |
| ------- | ------ | ------ | ------- | ------- | ------ | ------ |
| 2006/07 | 92     | 44.    | 92      | 23.     | –      | –      |
| 2007/08 | 403    | 18.    | 306     | 15.     | 25     | 47.    |
| 2008/09 | 829    | 8.     | 507     | 7.      | 2      | 89.    |
| 2009/10 | 372    | 17.    | 274     | 14.     | 26     | 61.    |
| 2010/11 | 1173   | 4.     | 671     | 3.      | 10     | 70.    |
| 2011/12 | 1787   | 3.     | 1231    | 3.      | 56     | 38.    |
| 2012/13 | 1503   | 2.     | 874     | 2.      | 49     | 39.    |
| 2013/14 | 1545   | 1.     | 750     | 1.      | 75     | 32.    |
| 2014/15 | 1388   | 2.     | 857     | 2.      | 51     | 39.    |
| 2015/16 | 2681   | 1.     | 1533    | 1.      | 148    | 16.    |
| 2016/17 | –      | –      | –       | –       | –      | –      |
| 2017/18 | –      | –      | –       | –       | –      | –      |
| 2018/19 | 1322   | 3.     | 956     | 1.      | 6      | 72.    |
| 2019/20 | 2508   | 1.     | 1451    | 1.      | 157    | 17.    |
| 2020/21 | 611    | 9.     | 410     | 5.      | 1      | 87.    |
| 2021/22 | 735    | 5.     | 735     | 1.      | –      | –      |
| 2022/23 | –      | –      | –       | –       | –      | –      |
| 2024/25 | –      | –      | –       | –       | –      | –      |
| 2024/25 | 1435   | 5.     | 1121    | 5.      | 14     | 96.    |

#### Platzierungen bei Weltcup-Etappenrennen
| Saison  | Nordic Opening | Tour de Ski | Weltcup-Finale | Ski Tour Canada | Ski Tour 2020 |
| ------- | -------------- | ----------- | -------------- | --------------- | ------------- |
| 2006/07 | –              | –           | –              | –               | –             |
| 2007/08 | –              | 14.         | 21.            | –               | –             |
| 2008/09 | –              | 6.          | 2.             | –               | –             |
| 2009/10 | –              | WD          | 7.             | –               | –             |
| 2010/11 | 10.            | 2.          | 3.             | –               | –             |
| 2011/12 | 2.             | 3.          | 4.             | –               | –             |
| 2012/13 | 4.             | 2.          | 2.             | –               | –             |
| 2013/14 | 3.             | 1.          | 1.             | –               | –             |
| 2014/15 | 2.             | 2.          | –              | –               | –             |
| 2015/16 | 1.             | 1.          | –              | 1.              | –             |
| 2016/17 | –              | –           | –              | –               | –             |
| 2017/18 | –              | –           | –              | –               | –             |
| 2018/19 | 1.             | –           | 2.             | –               | –             |
| 2019/20 | 1.             | 1.          | –              | –               | 1.            |
| 2020/21 | 1.             | –           | –              | –               | –             |
| 2021/22 | –              | –           | –              | –               | –             |
| 2022/23 | –              | –           | –              | –               | –             |
| 2023/24 | –              | –           | –              | –               | –             |
| 2024/25 | –              | 1.          | –              | –               | –             |

Legende: WD: Zu einer Etappe im Rennverlauf nicht mehr angetreten (withdrawal).